# Ville-sur-Tourbe
Ville-sur-Tourbe ist eine französische Gemeinde mit 214 Einwohnern (Stand: 1. Januar 2022) im Département Marne in der Region Grand Est (vor 2016 Champagne-Ardenne). Sie gehört zum Arrondissement Châlons-en-Champagne und zum Kanton Argonne Suippe et Vesle.

## Geografie
Ville-sur-Tourbe liegt am Unterlauf der Tourbe in der Landschaft Argonne, etwa 45 Kilometer westnordwestlich von Verdun. Umgeben wird Ville-sur-Tourbe von den Nachbargemeinden Cernay-en-Dormois im Norden, Servon-Melzicourt im Osten, Malmy im Süden, Virginy im Süden und Südwesten sowie Massiges im Westen.

## Bevölkerungsentwicklung
| Jahr                       | 1962 | 1968 | 1975 | 1982 | 1990 | 1999 | 2006 | 2018 |
| Einwohner                  | 257  | 238  | 214  | 194  | 202  | 187  | 205  | 216  |
| Quellen: Cassini und INSEE |      |      |      |      |      |      |      |      |

## Sehenswürdigkeiten
- Kirche Saint-Rémi, wieder aufgebaut 1924

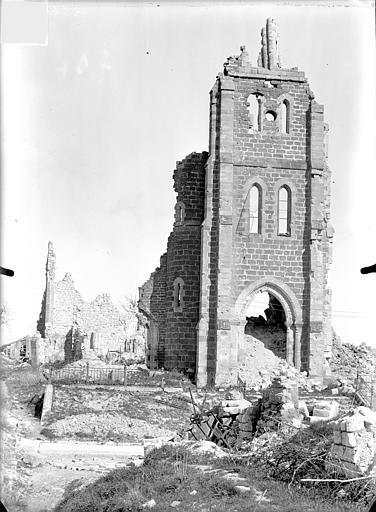
Zerstörte Kirche Saint-Rémi 1914